# Sataniv
Sataniv (en ukrainien : Сатанів) ou Satanov (en russe : Сатанoв ; en polonais : Satanów) est une commune urbaine de l'oblast de Khmelnytskyï, dans l'ouest de l'Ukraine. Sa population s'élevait à 2 352 habitants en 2021.

## Géographie
Sataniv est arrosée par la rivière Zbroutch et se trouve à 56 km au sud-ouest de Khmelnytskyï.

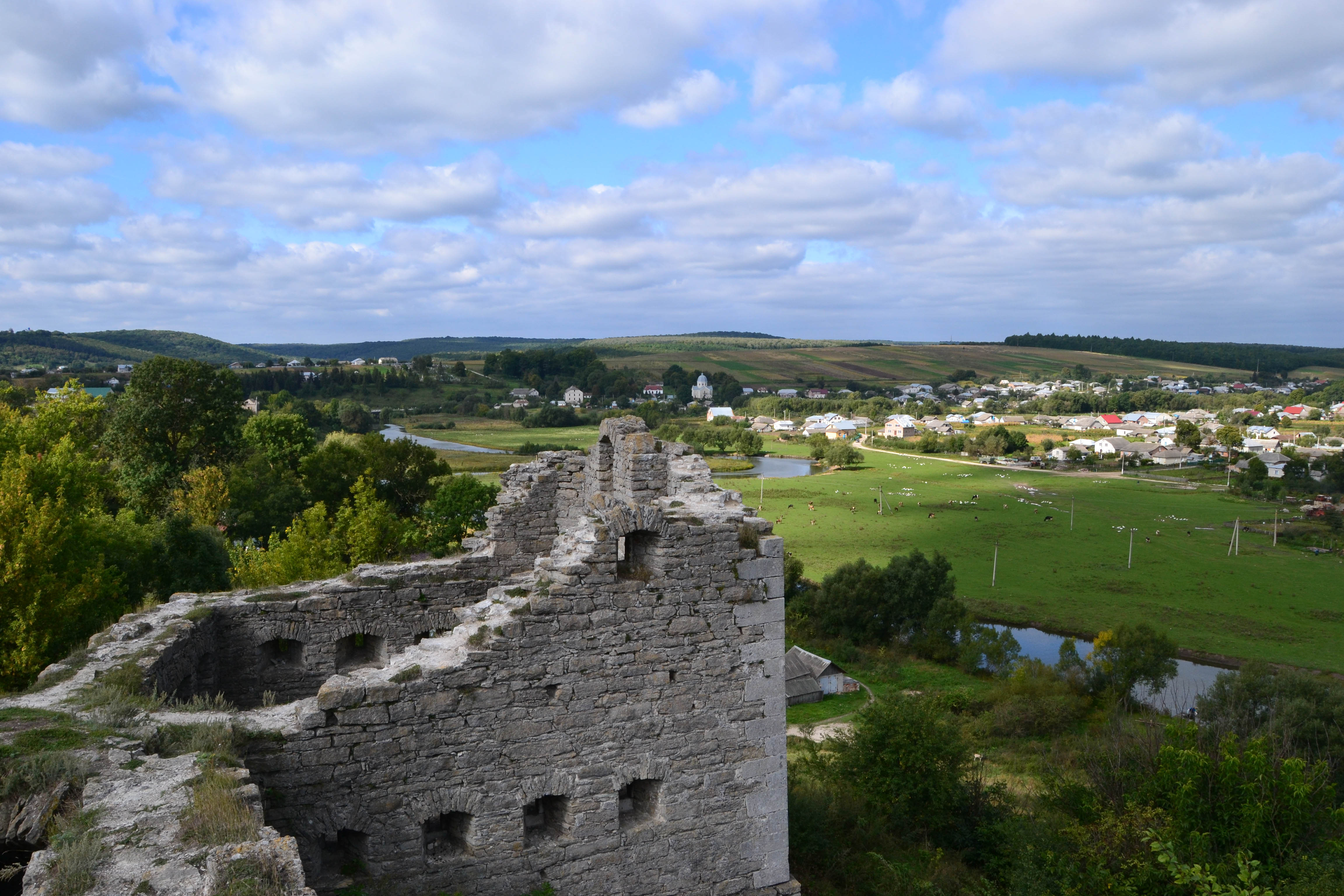
Château et localité de Sataniv.

## Histoire
La date d'établissement de la localité est inconnue. Le village est mentionné pour la première fois en 1404 et il reçut l'autonomie urbaine (droit de Magdebourg) en 1641. 
La ville est un shtetl, une communauté juive s'organise dans la ville lors de la seconde moitié du XVIe siècle lorsque Podolia est incorporée au royaume de Pologne. La ville est périodiquement attaquée par les Tatars et les Cosaques, notamment en 1651 et 1703. La synagogue de la ville est construite telle une petite forteresse afin de permettre aux juifs de la ville de se protéger lors de ces attaques.
Au XVIIIe siècle, la communauté juive est la plus importante de Podolie. Naissent où vivent dans la ville plusieurs pionniers du mouvement de la haskalah tels que les poètes et érudits juifs Isaac Satanow, Menachem Mendel Lefin Menachem Mendel Lefin (en) et Alexander Margaliot. De la fin du XVIIIe au début du XIXe, la ville de Sataniv est un centre important du hassidisme.
Lors du recensement de la population de 1897, les juifs représentent 64 % de la population totale. En 1919, des nationalistes ukrainiens s'y livrent à un pogrom.
La localité obtient le statut de commune urbaine en 1938.
Pendant la Seconde Guerre mondiale, l'armée allemande pénètre dans la ville le 6 juillet 1941, deux semaines après le déclenchement de l'opération Barbarossa. Le 14 mai 1942, 240 juifs sont enfermés dans une cave où ils meurent asphyxiés. Au cours de l'année 1942, 210 juifs sont exécutés. Au total, on estime à 800 le nombre d'habitants de la ville tués par les nazis, la plupart sont des membres de la communauté juive.
Jusqu'au 18 juillet 2020, Sataniv appartenait au raïon de Horodok. Ce raïon a été supprimé en juillet 2020 dans le cadre de la réforme administrative de l'Ukraine, qui a réduit à trois le nombre de raïon de l'oblast de Khmelnytskyï. Le raïon de Horodok a été fusionné avec le raïon de Khmelnytskyï.

## Population
Recensements ou estimations de la population :
| 1923* | 1926* | 1959* | 1970* | 1979* | 1989* |
| ----- | ----- | ----- | ----- | ----- | ----- |
| 3 575 | 4 030 | 2 305 | 2 108 | 2 041 | 1 774 |

| 2001* | 2011  | 2012  | 2013  | 2014  | 2015  |
| ----- | ----- | ----- | ----- | ----- | ----- |
| 2 609 | 2 413 | 2 406 | 2 408 | 2 425 | 2 416 |

| 2016  | 2017  | 2018  | 2019  | 2020  | 2021  |
| ----- | ----- | ----- | ----- | ----- | ----- |
| 2 424 | 2 431 | 2 430 | 2 393 | 2 367 | 2 352 |

## Galerie d'images

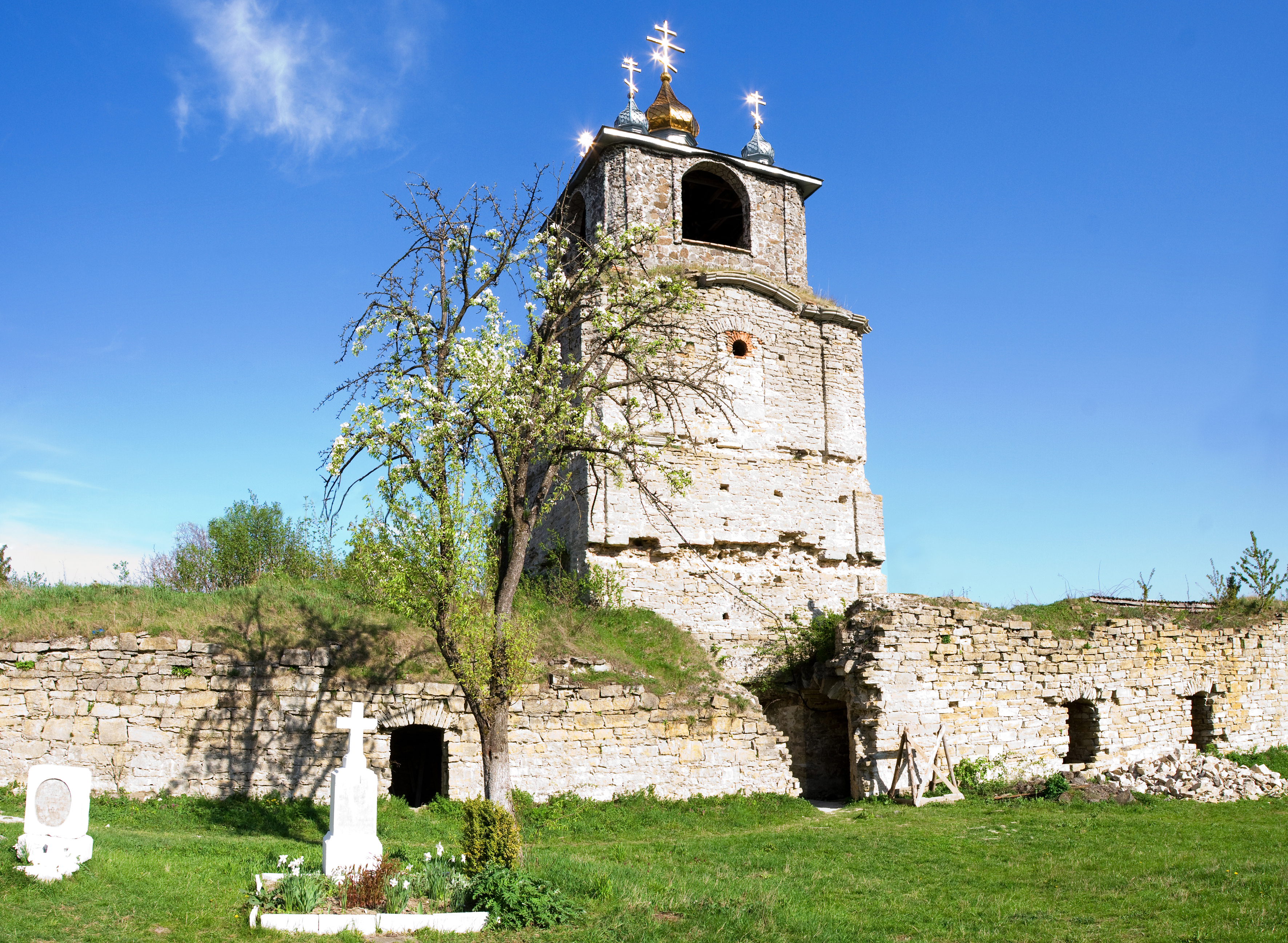
Ancien couvent de la Sainte Trinité, classé[6],[7],[8].
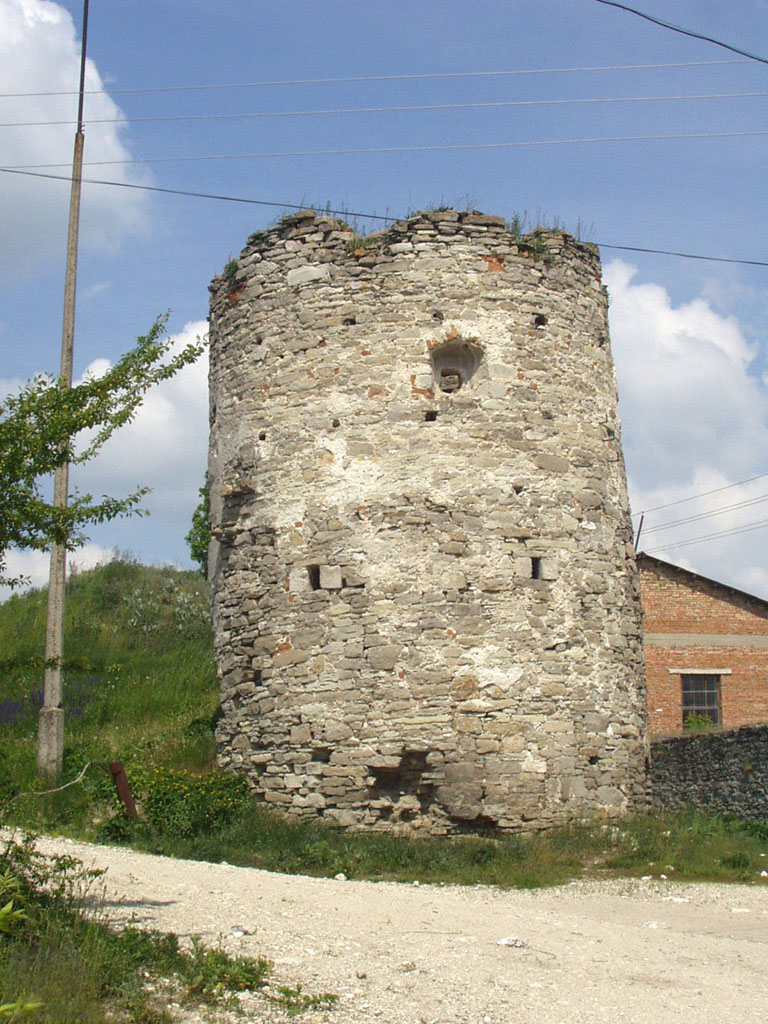
Tour du château de Sataniv.
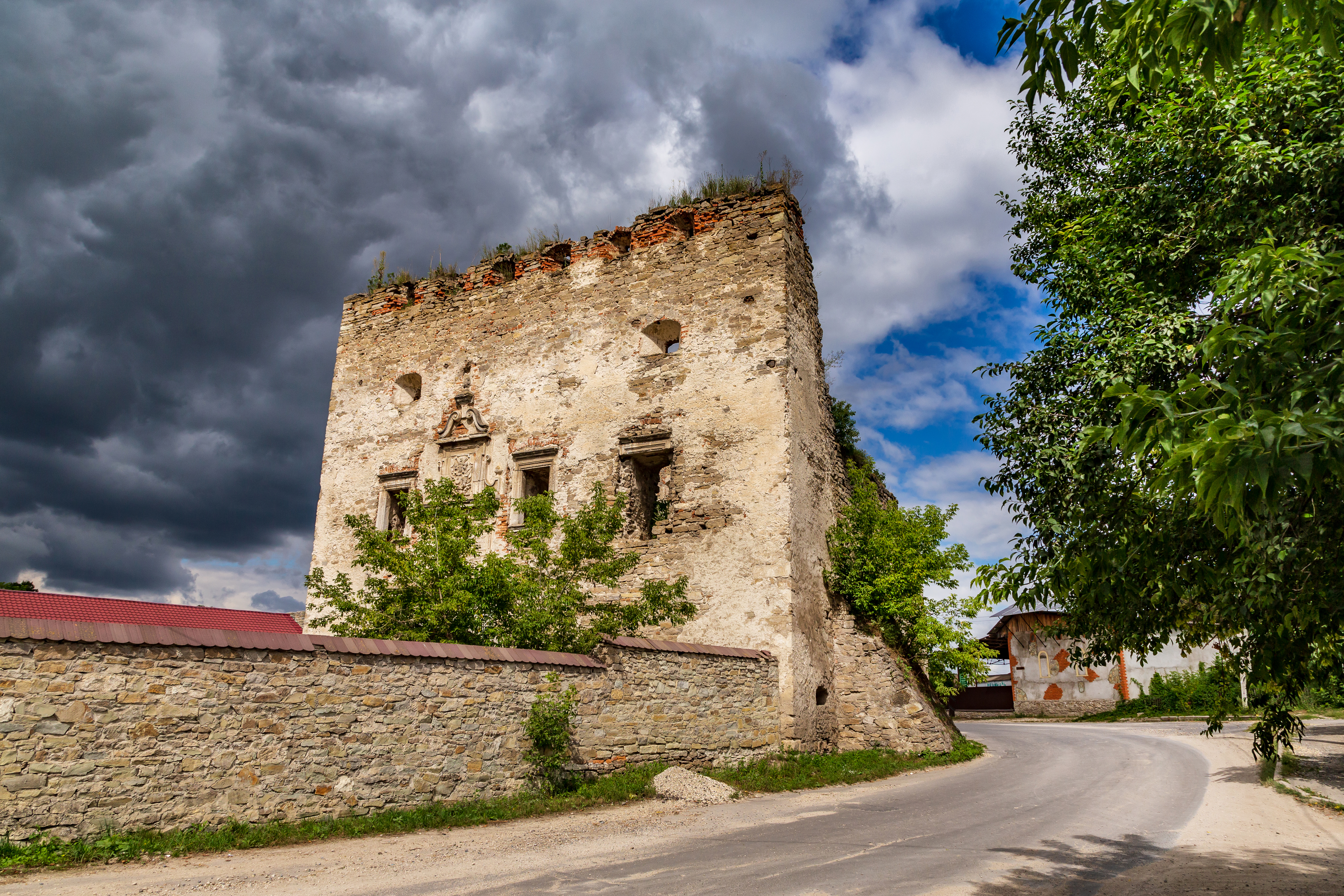
Porte de la ville, classée[9].

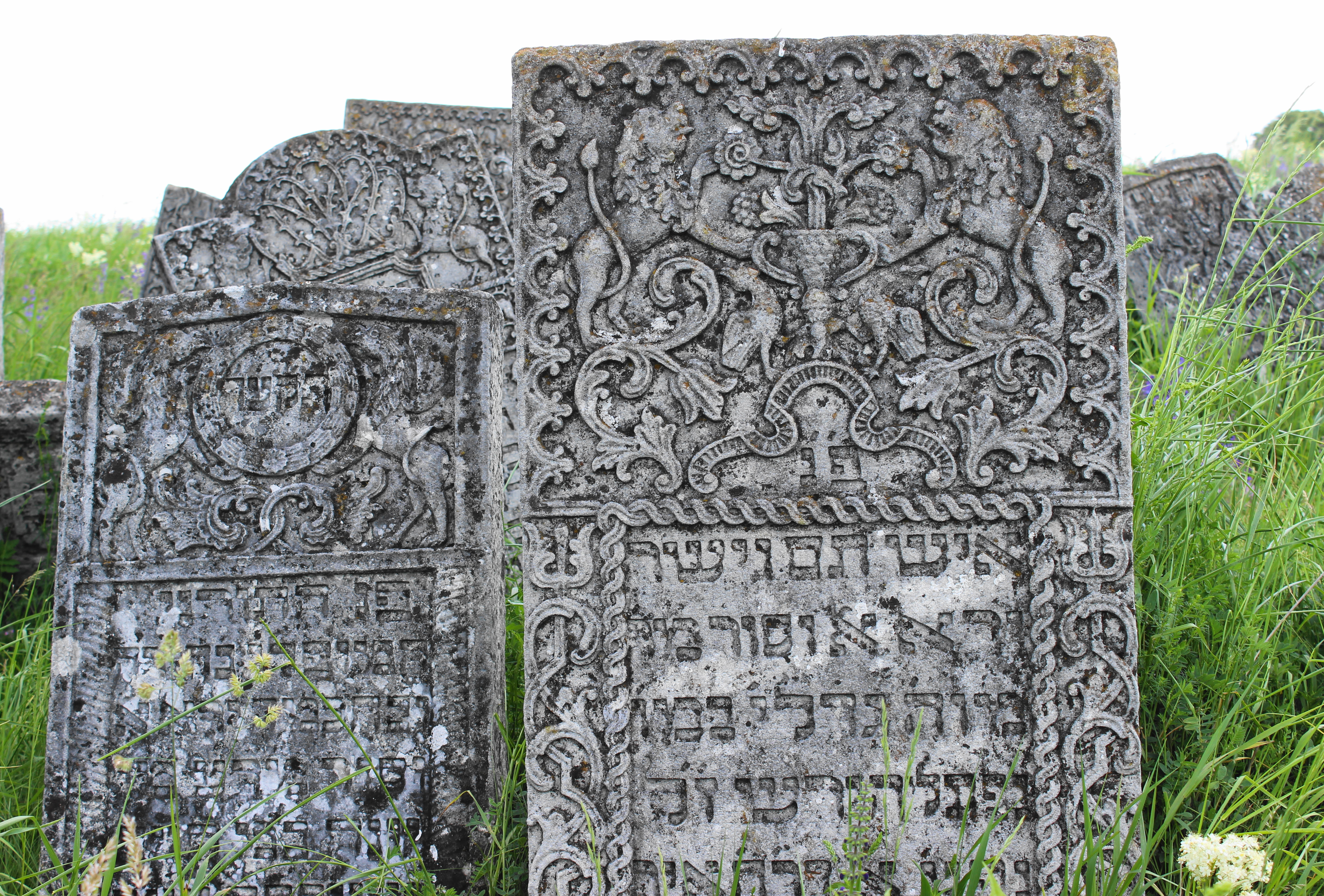
Cimetière juif de Sataniv (juin 2017).
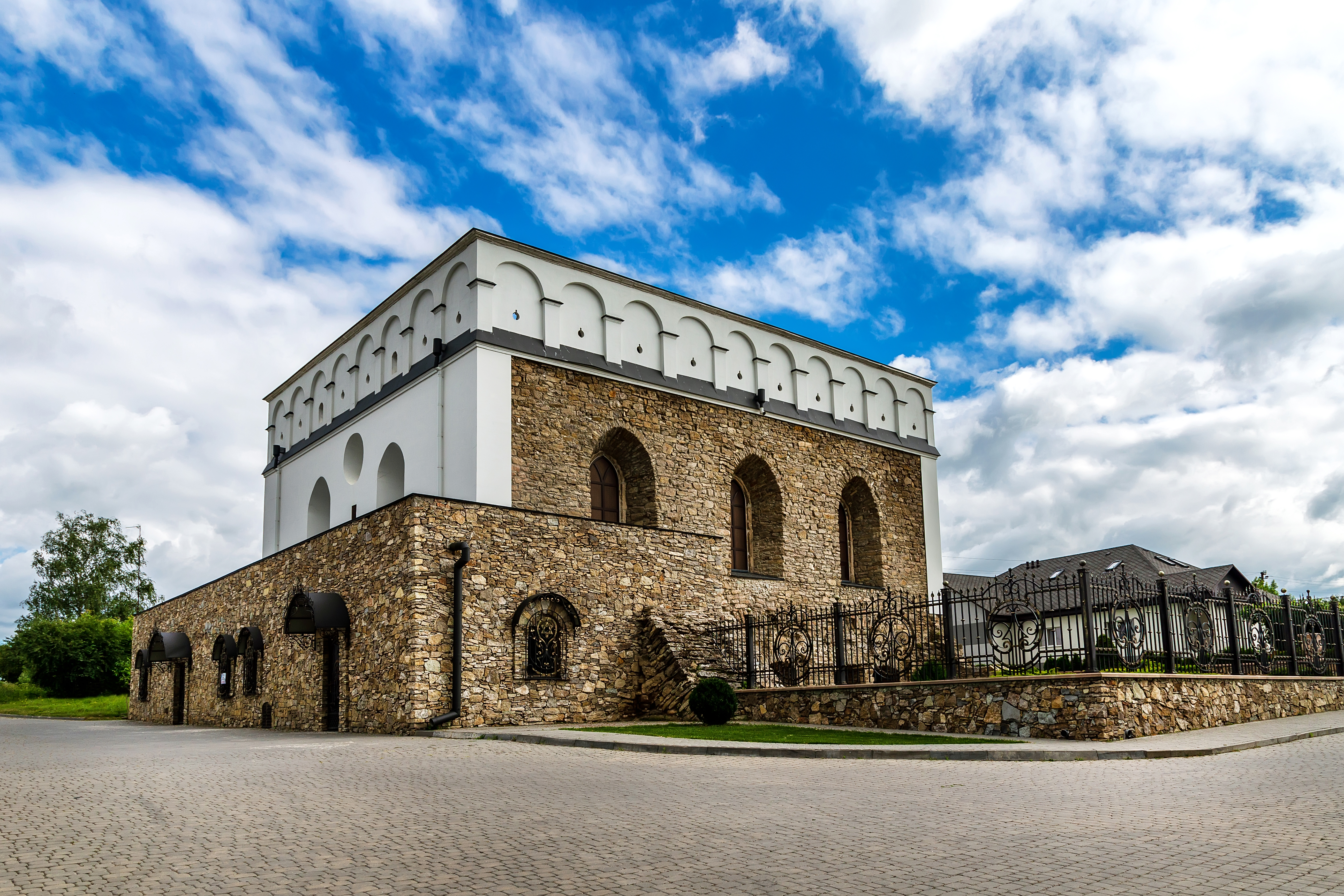
Synagogue de Sataniv en août 2020, classée[10].

## Économie
La ville est un important centre thermal et plusieurs sanatoriums y sont implantés.